# 슬로베니아 사회주의 공화국

슬로베니아 사회주의 공화국(슬로베니아어: Socialistična republika Slovenija 소치알리스티치나 레푸블리카 슬로베니야)은 유고슬라비아 사회주의 연방 공화국을 구성했던 공산주의 국가이다. 슬로베니아 사회주의 공화국이라는 국명은 1963년부터 1991년까지 공산주의의 지배가 막강했던 시대의 공식 국명이며, 1963년 이전의 공식 국명은 슬로베니아 인민 공화국(Ljudska republika Slovenija)이다.
1991년 민주화를 이루어 1991년 유고슬라비아 연방으로부터 독립한 슬로베니아 공화국의 전신이다.

슬로베니아 사회주의 공화국의 국기
슬로베니아 사회주의 공화국의 국장

## 지도자 목록
| #                                               | 이름                | 출생-사망 | 임기 시작        | 임기 끝          | 정당                                                                     |
| ----------------------------------------------- | ------------------- | --------- | ---------------- | ---------------- | ------------------------------------------------------------------------ |
| Minister for Slovenia 1945                      |                     |           |                  |                  |                                                                          |
| 1                                               | 에드바르드 코츠베크 | 1904-1981 | 7 March 1945     | 5 May 1945       | 슬로베니아 공산당                                                        |
| Prime Ministers 1945 - 1953                     |                     |           |                  |                  |                                                                          |
| 2                                               | 보리스 키드리치     | 1912-1953 | 5 May 1945       | June 1946        | 슬로베니아 공산당                                                        |
| 3                                               | 미하 마린코         | 1900-1983 | June 1946        | 1953             | 슬로베니아 공산당 (1952년까지) 슬로베니아 공산주의자 동맹 (1952년부터)   |
| Presidents of the Executive Council 1953 - 1991 |                     |           |                  |                  |                                                                          |
| 3                                               | 미하 마린코         | 1900-1983 | 1953             | 15 December 1953 | 슬로베니아 공산주의자 동맹                                               |
| 4                                               | 보리스 크라이게르   | 1914-1967 | 15 December 1953 | 25 June 1962     | 슬로베니아 공산주의자 동맹                                               |
| 5                                               | 빅토르 아브벨리     | 1914-1993 | 25 June 1962     | 1965             | 슬로베니아 공산주의자 동맹                                               |
| 6                                               | 얀코 스몰레         | 1921-2010 | 1965             | 1967             | 슬로베니아 공산주의자 동맹                                               |
| 7                                               | 스타네 카브치치     | 1919-1987 | 1967             | 27 November 1972 | 슬로베니아 공산주의자 동맹                                               |
| 8                                               | 안드레이 마린츠     | 1930-     | 27 November 1972 | April 1978       | 슬로베니아 공산주의자 동맹                                               |
| 9                                               | 안톤 브라투샤       | 1915-     | April 1978       | July 1980        | 슬로베니아 공산주의자 동맹                                               |
| 10                                              | 야네즈 젬랴리치     | 1928-     | July 1980        | 23 May 1984      | 슬로베니아 공산주의자 동맹                                               |
| 11                                              | 두샨 시니고이       | 1933-     | 23 May 1984      | 16 May 1990      | 슬로베니아 공산주의자 동맹 (1989년까지) 사회민주당으로 바뀜 (1989년부터) |